# Joan III de Trebisonda
Joan III, fou el quinzè emperador de Trebisonda, que va governar en setzè lloc durant el període 1342-1344. Era net de l'emperador Joan II Comnè. Va assumir el tron per petició d'un grup polític. La seva manera de governar no va convèncer i en pocs anys fou substituït pel seu pare.

## Ascens al tron
Joan va viure la major part de la seva vida a Constantinoble on el seu pare s'havia exiliat i residia probablement des del  1297, per salvar-se de la matança del seu germà Andrònic III Comnè. El 1341 el pare de Joan, Miquel Comè fou cridat per un grup persones que volien aturar la guerra civil que havia esclatat amb la mort de Basili I Comnè i la manca de suport de la seva vídua Irene Paleòloga. Quan Miquel va arribar ja havien jurat fidelitat a un altre membre de la família imperial, Anna Anacoutlou. L'endemà, perquè no fos un destorb en el nou govern, el van empresonar i el van enviar a una altra ciutat. Anna tampoc tenia tot el suport i el 1342 Niketas Scholares i Gregori Meitzomates, van anar a visitar Joan i el van convèncer d'anar a Trebisonda per assolir el tron, ja que només la seva presència calmaria la situació. El setembre, amb l'ajut dels genovesos, una flota formada per cinc vaixells va arribar a Trebisonda. Anna i els seus partidaris es van preparar per defensar la ciutat, però una revolta popular els va deixar sense suport. La gent de Joan van prendre control de la ciutat el dia 4 d'aquell mes i el van coronar emperador. Els scholarioi van executar la major part dels seus rivals i Anna va ser estrangulada poc després de la seva deposició. La cerimònia de coronació de Joan III es va fer a l'església de Panagia Chrysokephalos.

## Regnat
Els historiadors coincideixen en descriure'l com un emperador despreocupat dels assumptes de govern, al qui només importava divertir-se i portar una vida de luxes i plaers; tampoc es va preocupar pel seu pare, que va romandre empresonat, sota la vigilància del megaduc Joan l'Eunuc. A la mort d'aquest megaduc, Niketas Scholares va anar a Limnia, va alliberar Miquel i tots dos van tornar a Trebisonda per deposar Joan. El 3 de maig del 1344 Joan fou apartat del govern i enviat al monestir de Sant Sabas, on va quedar sota control d'una guàrdia romana d'Orient.
Al cap d'un temps el seu pare el va traslladar a Constantinoble i des d'allà el 1345 a Adrianòpolis. Al voltant de l'any 1357 va escapar i se'n va anar a Sinope per intentar recuperar el tron, però no va aconseguir partidaris i allà va morir el 1362. El cronista Miquel Panàret va escriure que Joan va tenir un fill, però no esmenta el seu nom; també va escriure que aquest fill va marxar el 1363 a Caffa i després a Galata, a la riba oposada de Constantinoble.